# 4962 Vecherka
4962 Vecherka eller 1973 TP är en asteroid i huvudbältet som upptäcktes den 1 oktober 1973 av den ryska astronomen Tamara Smirnova vid Krims astrofysiska observatorium på Krim. Den har fått sitt namn efter tidningen Vechernij Petersburg.
Asteroiden har en diameter på ungefär 9 kilometer och den tillhör asteroidgruppen Maria.